# Premis Nacionals de Cultura 2017
Els Premis Nacionals de Cultura 2017 van ser atorgats pel Consell Nacional de la Cultura i de les Arts d'acord amb el que estableixen la Llei 6/2008, de 13 de maig, del CoNCA i el Decret 148/2013, de 2 d'abril, dels Premis Nacionals de Cultura de la Generalitat de Catalunya. El lliurament dels premis es va fer el 14 de juny del 2017 al Teatre Municipal La Sala de Rubí, i fou presidit pel Molt Hble. Sr. Carles Puigdemont, president de la Generalitat de Catalunya. S'atorgà el màxim permès de distincions, deu, a artistes, acadèmics i entitats culturals catalanes.

## Guardonats
- Albert Serra i Juanola[3]
- Emma Vilarassau[4]
- Raimon[5]
- Joan Francesc Mira[6]
- Josep Cots Costa[7]
- Hèctor Parra[8]
- Carles Santamaría[9]
- Maria Espeus[10]
- Secretariat de Corals Infantils de Catalunya[11]
- Fundació Apel·les Fenosa[12]